# In Old Chicago
 In Old Chicago és una pel·lícula estatunidenca dirigida per Henry King, estrenada el 1937.

## Argument
In Old Chicago descriu la història de la tragèdia del Gran incendi de Chicago, el 1871.

## Repartiment
- Tyrone Power: Dion O'Leary
- Alice Faye: Belle Fawcett
- Don Ameche: Jack O'Leary
- Alice Brady: Sra. Molly O'Leary
- Andy Devine: Pickle Bixby
- Brian Donlevy: Gil Warren
- Phyllis Brooks: Ann Colby
- Tom Brown: Bob O'Leary
- Sidney Blackmer: General Phil Sheridan
- Russell Hicks: Un home al despatx de Jack
- Charles Williams

## Premis

### Oscars
In Old Chicago va rebre sis nominacions i es va emportar 2 Oscars :
- Oscar a la millor actriu secundària: Alice Brady
- Oscar del millor ajudant de director: Robert D. Webb